# Cinéma irakien
Le cinéma irakien sort d'une longue récession, sous le régime de Saddam Hussein.
Le développement actuel du cinéma en Irak reflète les changements drastiques que l'Irak a connus au XXe siècle. La guerre actuelle en Irak influence énormément les nombreux films en cours de production.

## Histoire
La première projection publique de film en Irak a lieu en 1909, mais il faut attendre les années 1920 pour que le cinéma devienne une activité culturelle. Les premières salles de cinéma, comme le fameux Al-Zawrasur la grande rue animée al-Rashid à Bagdad, projettent principalement des films muets américains pour les citoyens britanniques.

### Années 1940
Dans les années 1940, sous le règne du roi Fayçal II d'Irak, un vrai cinéma irakien commence. Soutenues par des financiers britanniques et français, les sociétés de production de films s'établissent à Bagdad. Le Studio de Bagdad est créé en 1948, mais bientôt éclatent des différends entre les fondateurs, juifs et arabes.
Il s'agit globalement de produits purement commerciaux, de romances sirupeuses accompagnées d'un grand nombre de chants et de danses, surtout dans de petits villages. Le studio World of Arts, de Dunyat Alfann, fondé par des acteurs, plus exigeant, produit, par exemple, en 1955, Haidar Al-Omar Hassan wa Fitna, une adaptation de Roméo et Juliette, qui mérite l'attention internationale. Mais généralement, la main de fer étatique décourage les films socialement pertinents.

### Années 1960
En 1959, lorsque le gouvernement du roi Faisel II est renversé, la nouvelle Cinema and Theater General organization a pour mission de promouvoir les objectifs politiques du nouveau régime, à la fois dans les documentaires et les fictions. Les résultats représentatifs sont notamment des documentaires, comme le Al Maghishi Project (1969) sur les campagnes d'irrigation du gouvernement et Un mariage dans le Ciel (1967), qui célèbre les forces aériennes et leur armement. La révolution de 1968 qui met le parti Baas au pouvoir renforce encore le contrôle gouvernemental sur le cinéma et l'obligation étatique de faire valider son pouvoir par tous les films.

### Années 1980
L'arrivée de Saddam Hussein au pouvoir, en 1979, mène le cinéma irakien dans une direction légèrement différente. L'épuisement des ressources nationales, à cause de la guerre Iran-Irak de 1980 bloque pratiquement la production de films. Les quelques films mis en production visent à glorifier une histoire mythique de l'Irak, ou à célébrer le rôle de Saddam Hussein.
En 1981, le gouvernement charge le cinéaste égyptien Salah Abou Seif de réaliser Al-Qadisiya, une épopée sur le triomphe des Arabes sur les Perses en 636 lors de la bataille d'al-Qadisiyya. De même, Mohamed Choukri Jamil réalise le mélodrame La Grande Question (Al-Mas' Ala Al-Kubra), avec l'acteur britannique Oliver Reed dans le rôle du lieutenant-colonel vicieux Gerard Leachman, qui est vertueusement tué durant la révolution irakienne de 1920.
En 1980, Hussein présente sa propre mythologie avec l'épopée autobiographique de 6 heures Les Longues Journées (Al Ayyam al-Tawila), la saga de la participation de Hussein en 1958 dans la tentative d'assassinat sur le Premier ministre Abd al-Karim Qasim, et son retour héroïque à Tikrit. Le film a été réalisé et partiellement dirigé par Terence Young, le réalisateur britannique qui a fait son nom au début des années avec les premiers James Bond, James Bond 007 contre Dr. No et Opération Tonnerre. Le rôle de Hussein est joué par Saddam Kamel, un cousin et gendre de Hussein, qui va finalement s'opposer au dictateur et finir assassiné en 1996.
Après l'attaque de l'Irak contre le Koweït, les sanctions internationales contre l'Irak rendent la production de film impossible dans le pays, même si une nouvelle génération vit à Bagdad.

## Réalisateurs
- Abbas Fahdel : L'Aube du monde, Homeland : Irak année zéro
- Usama Alshaibi : Muhammad and Jane and Nice Bombs,
- Amer Alwan : Zaman, The Man From The Reeds,
- Zana Briski : Born into Brothels,
- Ishtar Yasin Gutierrez,
- Anisa Mehdi : Inside Mecca (Emmy Award winning film director),
- Najeen,
- Shero Rauf,
- Maysoon Pachachi : Return to the Land of Wonders,
- Rashed Radwan,
- Saad Salman : Baghdad On/Off,
- Baz Shamoun : Where is Iraq?,
- Oday Rasheed : Underexposure and Qarantina,
- Mohamed Al-Daradji : Ahlaam and Son of Babylon
- Khalil Chawqi : Le veilleur de nuit
- Mohamed Choukri Jamil : Les assoiffés (1972), Les murs (1979), La grande question (1983)

## Acteurs
- Ibrahim Jalal,
- Meriam Abbas,
- Aseel Adel,
- Kasim Al-Mallak,
- Sarmed al-Samarrai, (1976 - ),
- Tamara Dhia, Santa Claus à Bagdad,
- Yasmine Hanani, Voices of Iraq, My Country, My Country and Battle for Haditha,
- Don Hany, (1975 - ), (Won Best Actor for Winning the Peace (2005) and known for his role as Theo Rahme in White Collar Blue
- Heather Raffo, 9 Parts of Desire (Award winning playwright/actress),
- Shero Rauf,
- Basam Ridha,
- Zina Zaflow

## Films tournés en Irak

### Fictions
- L'Exorciste (1973), pour la scène d'ouverture, tournée à Hatra,
- Zaman, the man who lives in the reeds (2003), film de fiction de Amer Alwan,
- Ahlaam (2004), fiction, de Mohamed Al Daradji,
- Underexposure (en) (2005), docufiction, la première fiction après le début de l'intervention américaine de 2003,
- La Vallée des loups - Irak (2006), situé dans le nord de l'Irak pendant l'occupation américaine,

### Documentaires
- Retour à Babylone (2002), film documentaire tourné à Babylone, Hilla, Bagdad et Hīt,
- The War Tapes (en) (2003),
- About Baghdad (en) (2003), documentaire tourné à Bagdad,
- Nous les Irakiens (2004), documentaire tourné à Bagdad, Hilla et Hīt,
- Voices of Iraq (en) (2004),
- Gunner Palace (en) (2005),
- Nice Bombs (en) (2006), documentaire, de Usama Alshaibi, tourné à Bagdad au début de 2004,
- Iraq in Fragments (2006), documentaire sur la guerre en Irak,
- My Country, My Country (2006)

#### Listes et catégories
- Liste de films irakiens
- Liste des longs métrages irakiens proposés à l'Oscar du meilleur film international
- Réalisateurs, scénaristes, acteurs